# Rudolf Mundlos
Rudolf Mundlos (* 12. Februar 1918 in Magdeburg; † 25. August 1988 in Bad Friedrichshall) war ein deutscher Journalist, Marketingmanager und Paläontologe, der Fossilien sammelte.

## Leben
Rudolf Mundlos war der Sohn eines Magdeburger Nähmaschinenfabrikanten. Er arbeitete seit 1939 bei NSU, wohin er 1955 nach sowjetischer Kriegsgefangenschaft zurückkehrte und unter anderem in der Presseabteilung arbeitete.
Seit 1956 lebte Mundlos in Bad Friedrichshall und veröffentlichte unter anderem mit Max Urlichs vom Naturkundemuseum Stuttgart über Nautiliden der Gattung Germanonautilus (1984) und mit F. Bachmayer über tertiäre Krebse der Gegend von Helmstedt (1968). Seine umfangreiche paläontologische Sammlung kam 1977 größtenteils ins Naturkundemuseum Stuttgart, ein Teil aber auch in die Städtischen Museen Heilbronn.

## Auszeichnungen
1977 verlieh ihm die Universität Tübingen die Ehrendoktorwürde.
1987 wurde er als erster Hobbyforscher Ehrenmitglied der Paläontologischen Gesellschaft.

## Schriften
- Mehr Freude mit meinem NSU Prinz 4/NSU 1000/1200/TT/TTS, Das kleine Handuich für den NSU-Besitzer, Moderne Verlagsgesellschaft, München 1970,
- mit Hans Werner Rothe: Kleine Versteinerungskunde, 1976
- mit Karl Dietrich Adam: Wunderwelt im Stein: Fossilfunde, Zeugen der Urzeit, Bertelsmann 1976
- mit Max Urlichs: Revision der Ceratiten aus der atavus-Zone (Oberer Muschelkalk, Oberanis) von SW-Deutschland. In: Stuttgarter Beiträge zur Naturkunde, B, Bd. 48, 42 S. 4 Taf., Stuttgart 1980
- mit Max Urlichs: Revision von Germanonautilus aus dem germanischen Muschelkalk (Oberanis-Ladin). In: Stuttgarter Beitr. Naturk., B; 99, 6 Abb., 5 Taf., Stuttgart 1984, S. 1–43
- mit Max Urlichs: Immigration of cephalopods into the Germanic Muschelkalk Basin and its influence on their suture line, in U. Bayer, A. Seilacher (Hrsg.): Sedimentary and evolutionary cycles, Lecture notes in Earth Sciences, 1, 1985, S. 221–236.
- mit Max Urlichs: Revision der Gattung Ceratites de Haan 1825 (Ammonoidea, Mittel-Trias), Teil 1, Stuttgarter Beiträge zur Naturkunde, B, 128, 1987
- mit Max Urlichs: Zur Entstehung von Ceratiten-Pflastern im Germanischen Oberen Muschelkalk (Mitteltrias) Südwestdeutschlands. In: Carolinea – Beiträge zur naturkundlichen Forschung in Südwestdeutschland. Band 45. Karlsruhe 1987, S. 12–30 (zobodat.at [PDF; 4,0 MB; abgerufen am 19. April 2023]).
- mit Max Urlichs: Zur Ceratiten-Stratigraphie im oberen Muschelkalk (Mitteltrias) in Württemberg, Jahreshefte der Gesellschaft für Naturkunde in Württemberg, 145, 1990, 59–74